# Nepenthes mirabilis
Nepenthes mirabilis is een vleesetende bekerplant uit de familie Nepenthaceae. Het is verreweg de meest wijdverspreide Nepenthes-soort. Het verspreidingsgebied beslaat een groot deel van Zuidoost-Azië, inclusief de grotere eilanden van de Indische Archipel en het noorden van de Filipijnen. Ook komt de plant voor in het zuiden van China en het uiterste noorden van Australië. N. mirabilis kent door heel dit gebied een grote verscheidenheid aan verschijningsvormen.

## Verspreiding
Het verspreidingsgebied van Nepenthes mirabilis ligt in de Filipijnen, Borneo, Sumatra, Celebes, Java, de Molukken, het Maleisisch schiereiland, Thailand, Cambodja, Vietnam, Laos, Myanmar, Nieuw-Guinea, China (inclusief Hongkong en Macau), Australië en in drie eilsndengroepen in Oceanië, namelijk de Carolinen, de D'Entrecasteaux-eilanden en de Louisiaden. N. mirabilis staat als 'Niet Bedreigd' (LC of Least Concern) geklasseerd op de Rode Lijst van de IUCN.

## Variëteiten

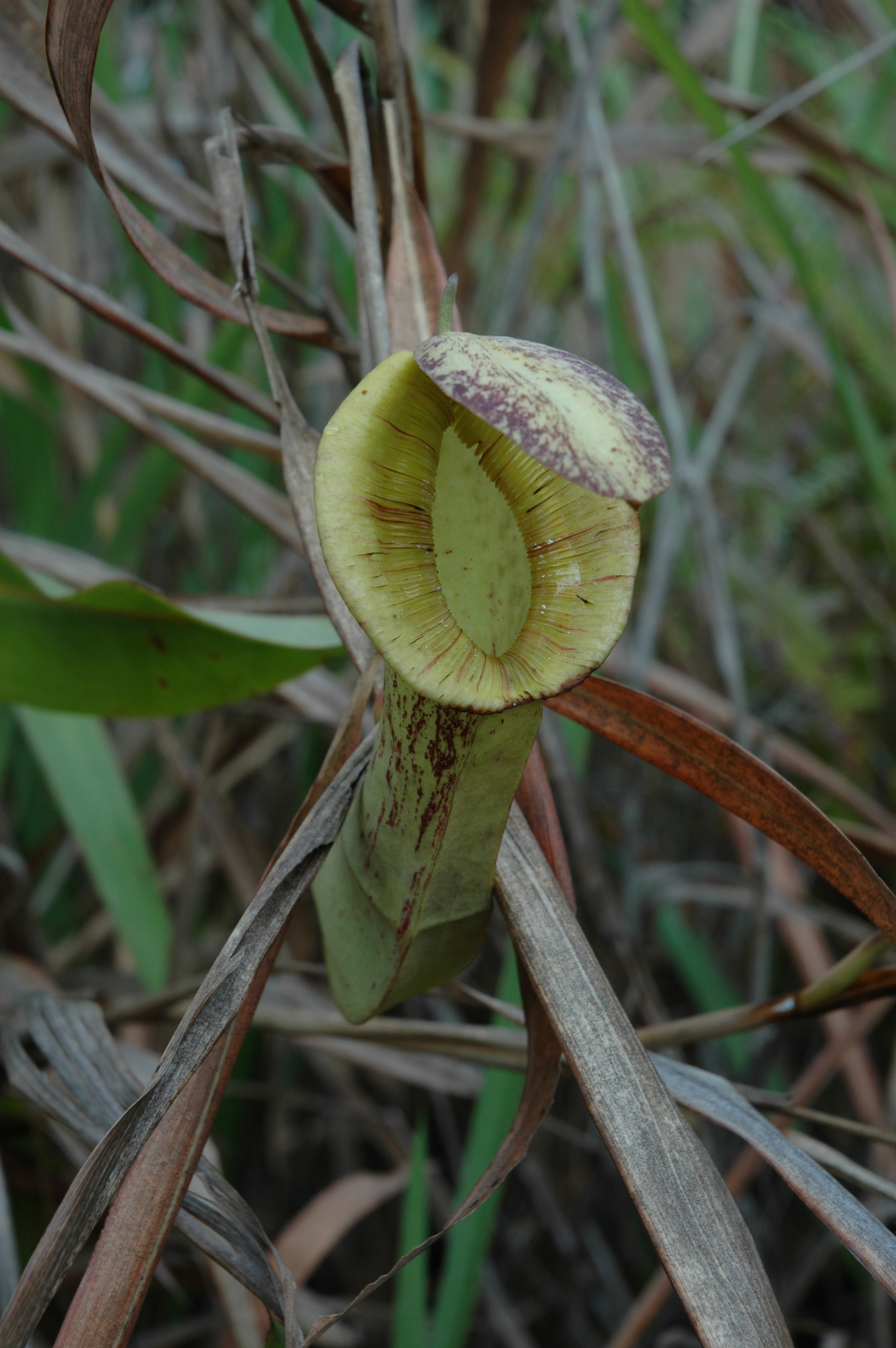
Bovenbeker N. mirabilis var. echinostoma

In zijn uitgestrekte leefgebied vertoont N. mirabilis een grote verscheidenheid aan vangbekervormen en -kleuren. Hij heeft dan ook de meeste synonymen van alle Nepenthes-soorten. Er zijn tal van variëteiten beschreven, maar er worden slechts twee als geldige taxa beschouwd. N. mirabilis var. globosa is alleen aangetroffen op een niet nader genoemd eiland in de Andamanse Zee en op het Thaise vasteland nabij Trang. N. mirabilis var. echinostoma is endemisch in Brunei en Sarawak. Hij onderscheidt zich door een extreem breed peristoom.

## Infauna
In de vangbekers van Nepenthes mirabilis is een verscheidenheid aan infaunale organismen gevonden. Veel daarvan zijn nepenthebionten, wat wil zeggen dat ze ten minste een van hun levensstadia volledig afhankelijk zijn van de plant.
In Australische planten zijn twee nieuwe insectensoorten in de bekers ontdekt, namelijk de vlieg Sarcophaga papuensis en de mijt Nepenthacarus warreni. Zo worden ook de steekmuggen Aedes dybasi en Aedes maehleri alleen aangetroffen in de vangbekers van N. mirabilis, respectievelijk op de eilanden Palau en Yap.
In Australië werd in een vangbeker van N. mirabilis voor het eerst een schimmelsoort ontdekt die in de vloeistof van een vleesetende plant leeft. De mycelium-vormende schimmel komt zowel vrij in de vloeistof voor als op chitinerijke overblijfselen van insecten.
In het zuiden van China zijn boomkikkers aangetroffen in de vangbekers van N. mirabilis. De kikkers voedden zich met de prooidieren van de plant en schijnen geen moeite te hebben met de zure verteringssappen in de beker, waarvan de pH kan zakken tot 2. Mogelijk worden de kikkers voldoende beschermd door de slijmlaag op hun huid.

## Natuurlijke hybriden
Geen Nepenthes-soort kent zoveel natuurlijke hybriden dan Nepenthes mirabilis. Hieronder volgt een overzicht.
- ? (N. alata × N. merrilliana) × N. mirabilis [=N. × tsangoya]
- N. alata × N. mirabilis [=N. × mirabilata]
- N. ampullaria × N. mirabilis [=N. × kuchingensis, Nepenthes cutinensis]
- ? (N. ampullaria × N. rafflesiana) × N. mirabilis [=N. × hookeriana × N. mirabilis]
- N. andamana × N. mirabilis (waaronder N. andamana × N. mirabilis var. globosa)
- N. benstonei × N. mirabilis
- N. bicalcarata × N. mirabilis (waaronder N. bicalcarata × N. mirabilis var. echinostoma)
- ? (N. bicalcarata × N. rafflesiana) × N. mirabilis var. echinostoma
- N. gracilis × N. mirabilis [=N. × sharifah-hapsahii, N. × ghazallyana, N. × grabilis, N. neglecta?]
- N. insignis × N. mirabilis
- N. kampotiana × N. mirabilis
- N. kongkandana × N. mirabilis
- N. merrilliana × N. mirabilis
- N. mirabilis × N. northiana
- N. mirabilis × N. rafflesiana (waaronder N. mirabilis var. echinostoma × N. rafflesiana)
- N. mirabilis × N. reinwardtiana
- N. mirabilis × N. rowaniae
- N. mirabilis × N. smilesii
- N. mirabilis × N. spathulata
- N. mirabilis × N. sumatrana
- N. mirabilis × N. tenax
- N. mirabilis × N. thorelii
- N. mirabilis × N. tomoriana

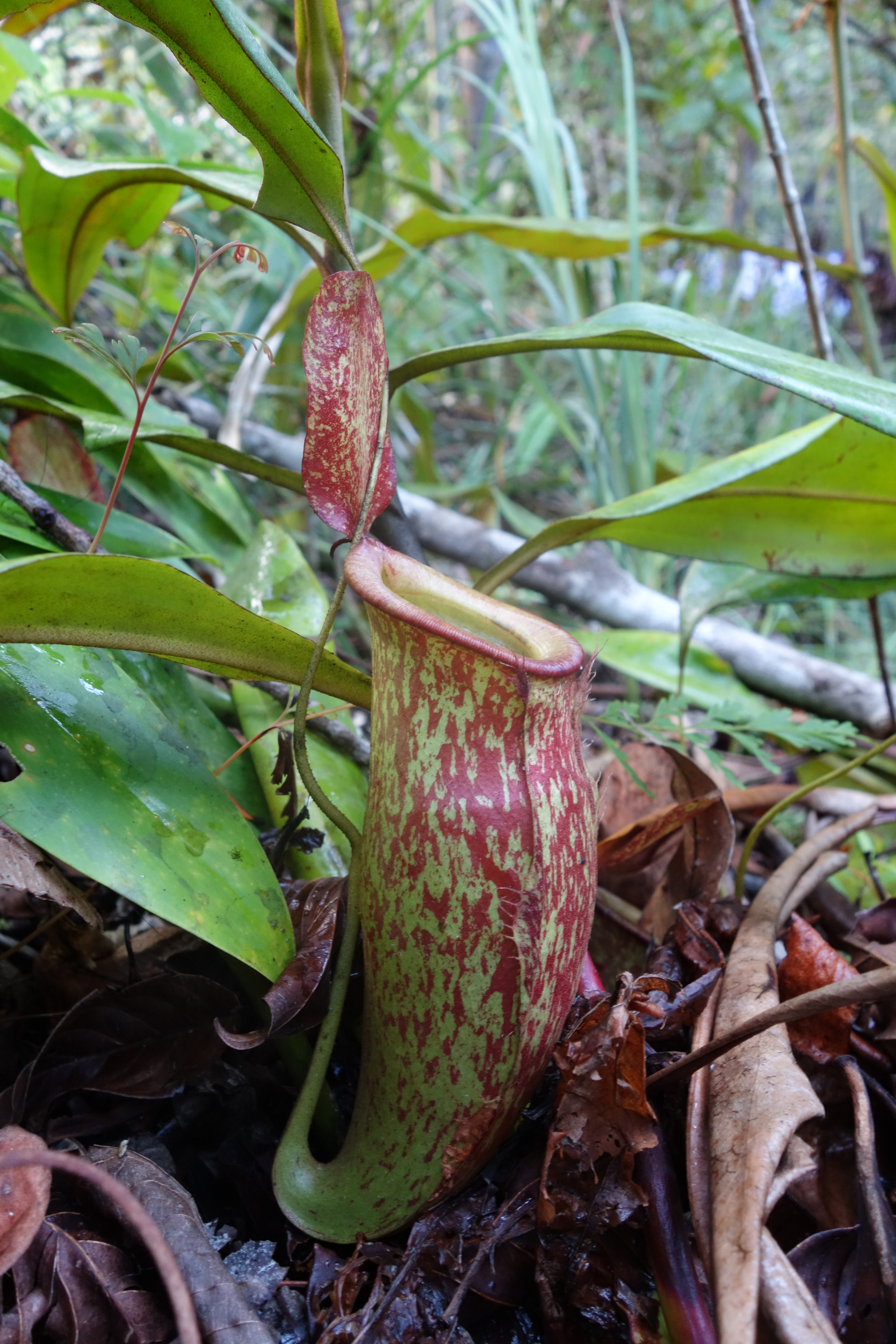
N. ampullaria × N. mirabilis
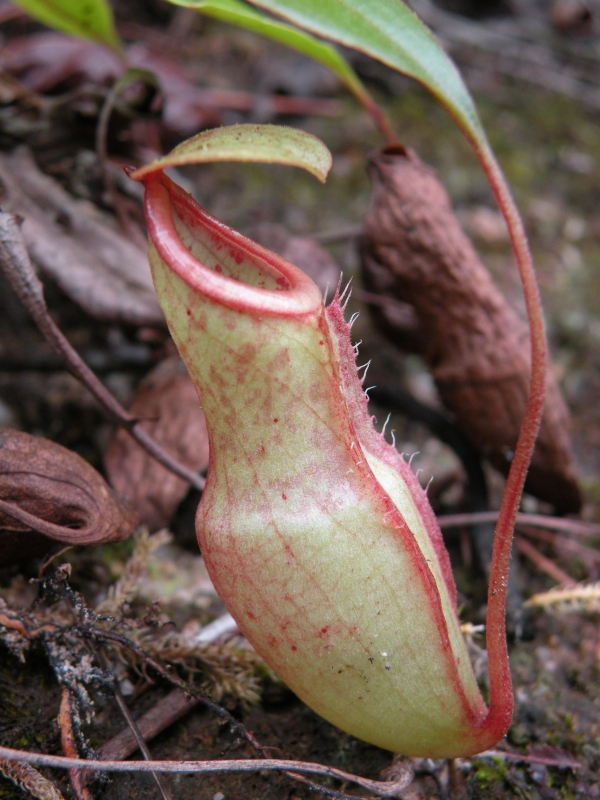
N. benstonei × N. mirabilis
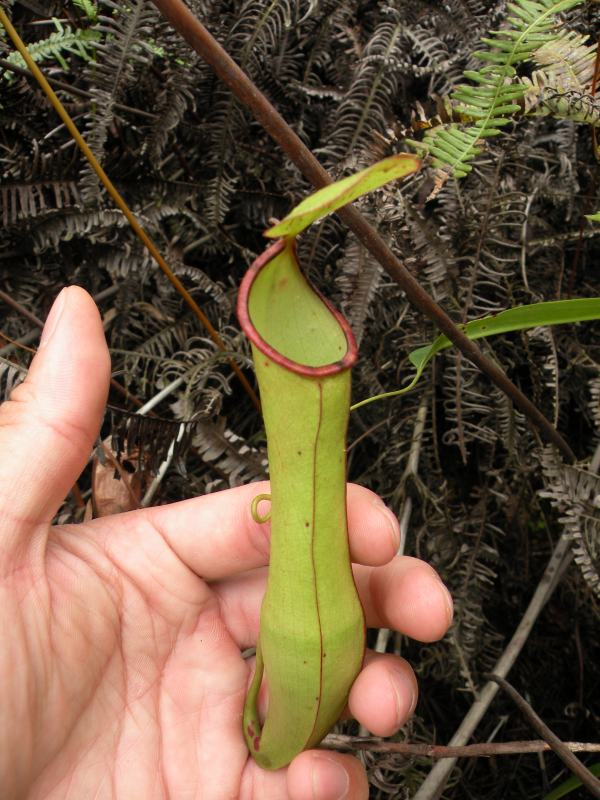
N. gracilis × N. mirabilis
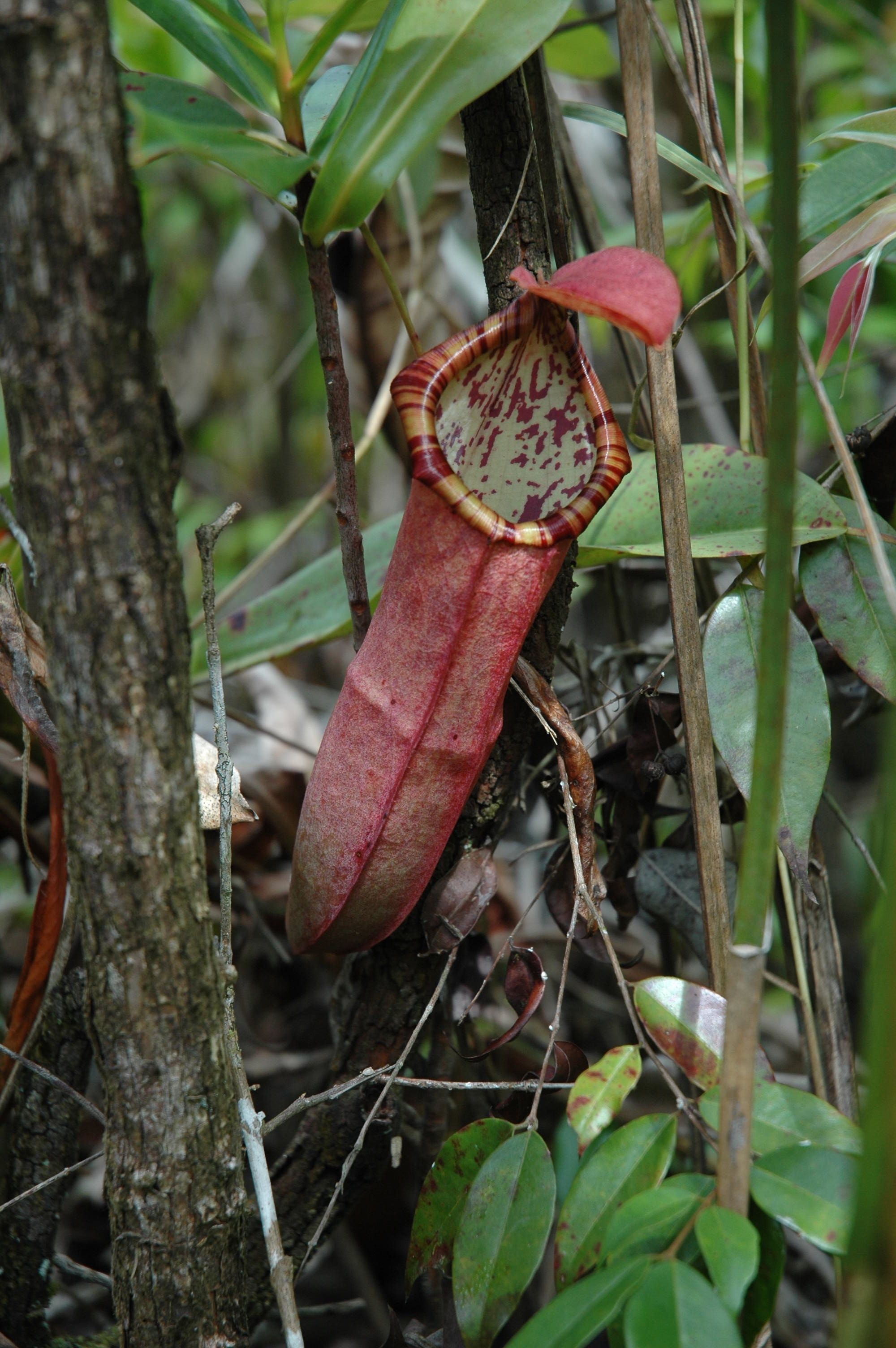
N. mirabilis × N. northiana
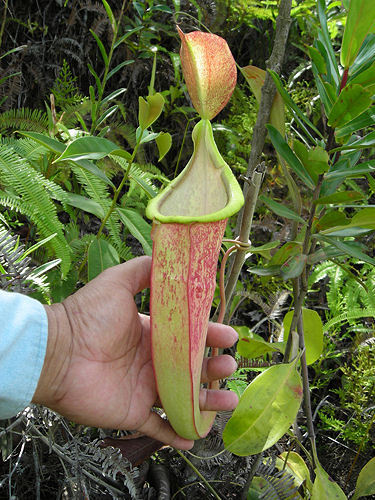
N. mirabilis × N. rafflesiana
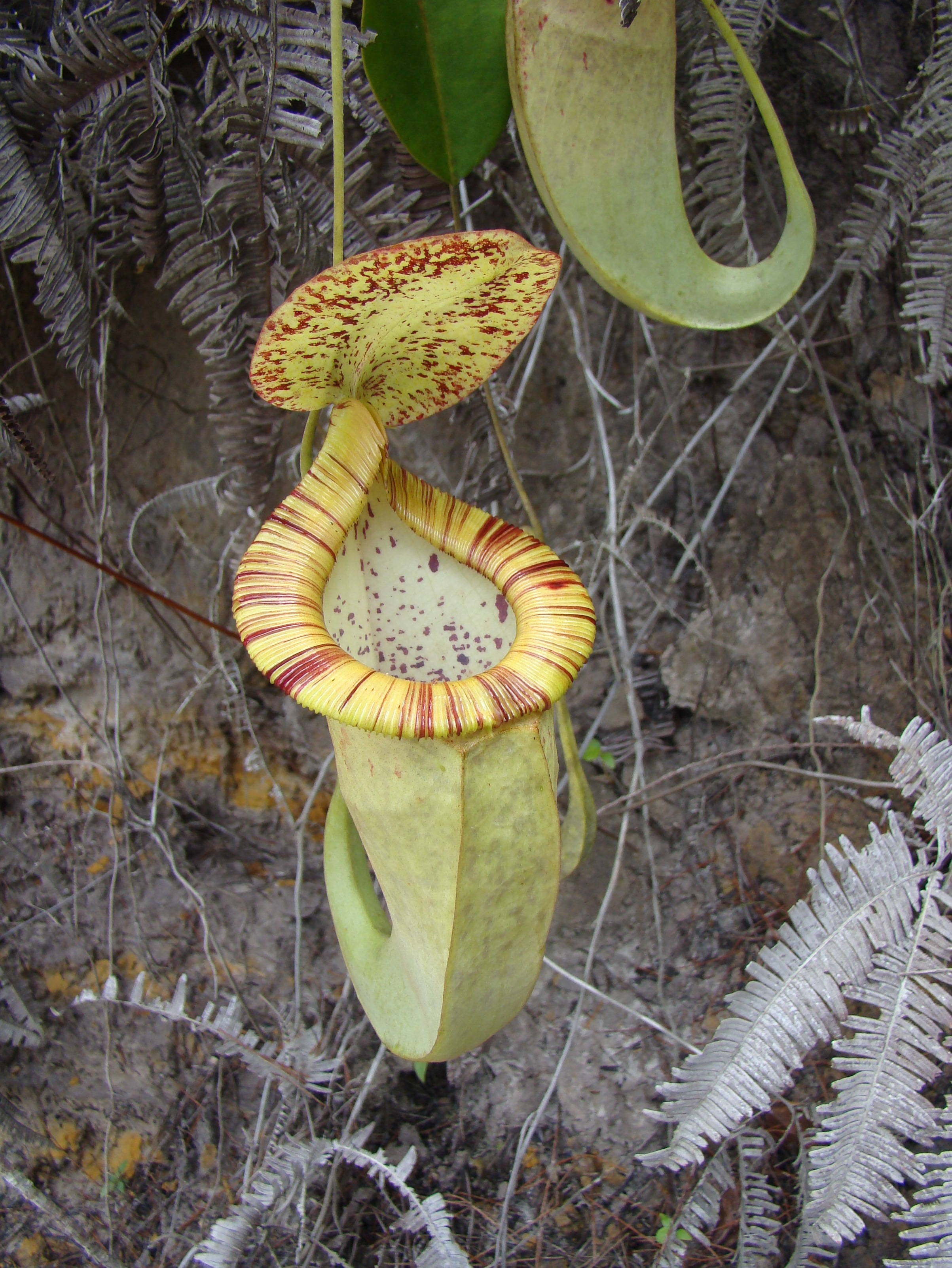
N. mirabilis var. echinostoma × N. rafflesiana
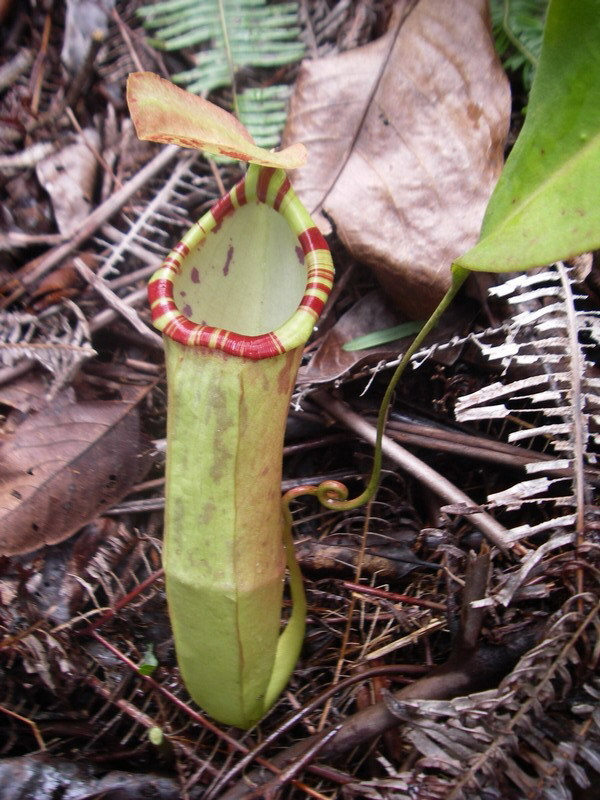
N. mirabilis × N. sumatrana
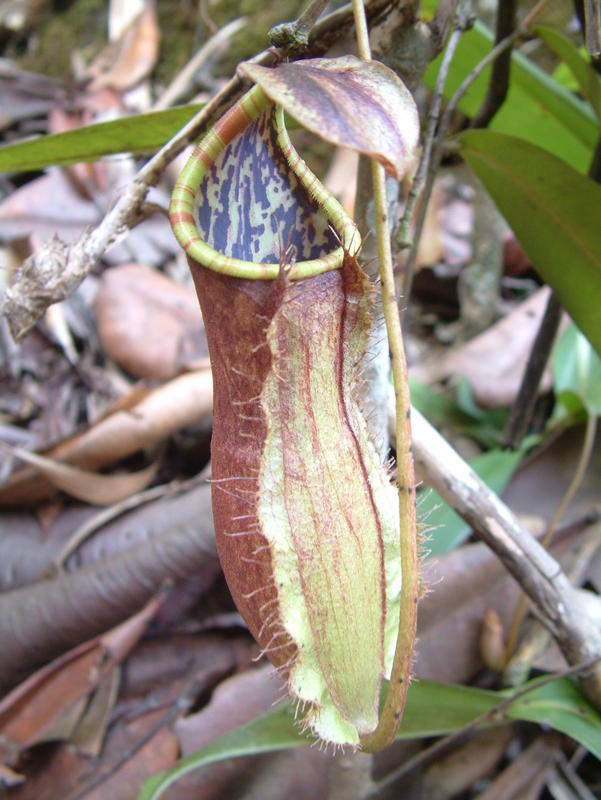
? N. mirabilis × N. tomoriana
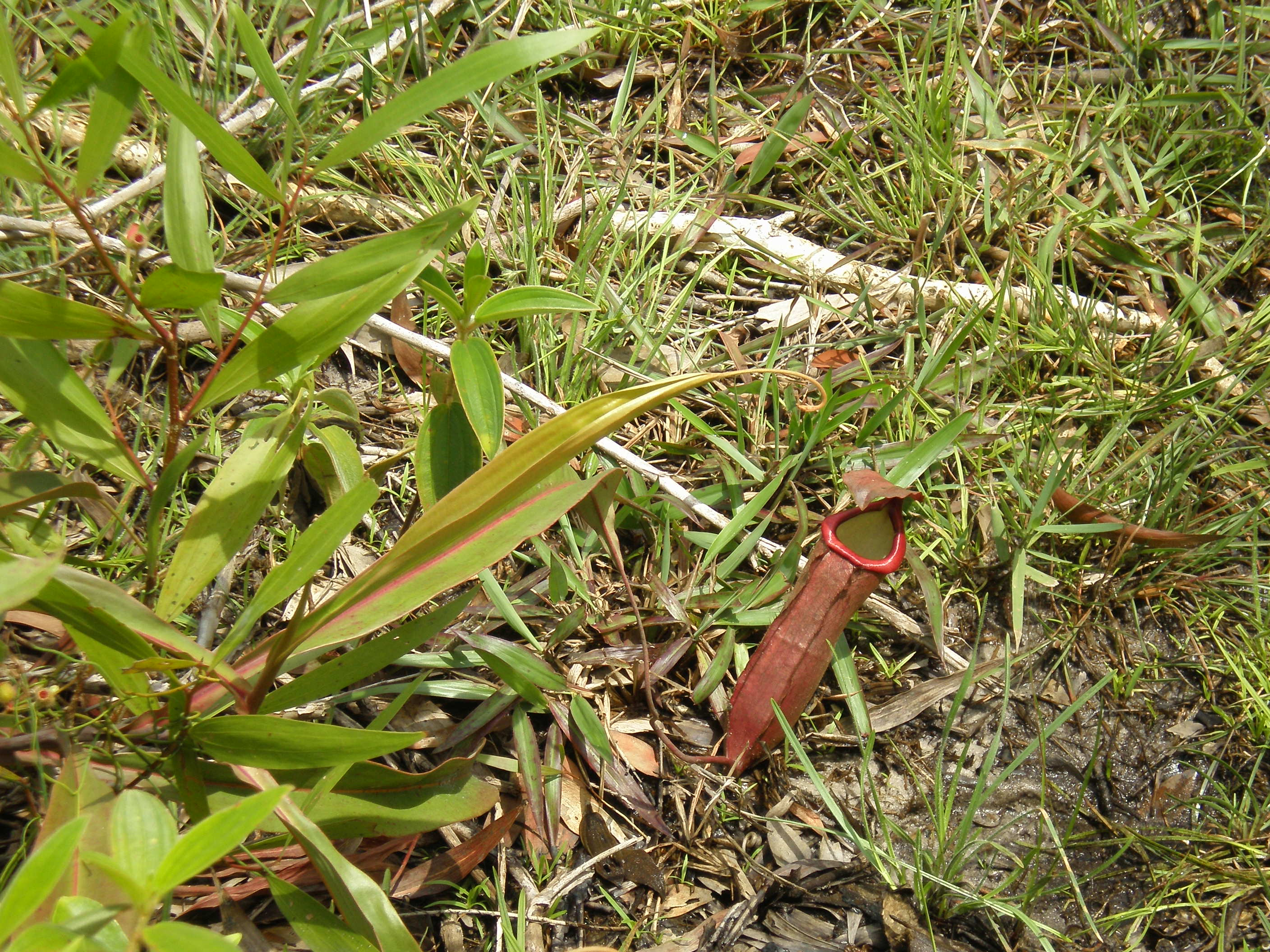
? N. mirabilis × N. thorelii

... · 
N. alata · 
N. albomarginata · 
N. ampullaria · 
N. argentii · 
N. aristolochioides · 
N. attenboroughii · 
N. bicalcarata · 
N. bokorensis · 
N. bongso · 
N. boschiana · 
N. burkei · 
N. campanulata · 
N. chaniana · 
N. danseri · 
N. deaniana · 
N. densiflora · 
N. diatas · 
N. distillatoria · 
N. edwardsiana · 
N. ephippiata · 
N. gracilis · 
N. gymnamphora · 
N. hirsuta · 
N. inermis · 
N. insignis · 
N. jamban · 
N. khasiana · 
N. lamii · 
N. leyte · 
N. lingulata · 
N. lowii · 
N. macfarlanei · 
N. macrophylla · 
N. madagascariensis · 
N. masoalensis · 
N. maxima · 
N. mirabilis · 
N. monticola · 
N. northiana · 
N. ovata · 
N. peltata · 
N. pervillei · 
N. pitopangii · 
N. rafflesiana · 
N. rajah ·
N. rhombicaulis · 
N. rosea ·
N. sanguinea · 
N. sibuyanensis · 
N. spathulata · 
N. tenax · 
N. tenuis · 
N. veitchii ·
N. ventricosa ·
N. vieillardii ·
N. villosa · 
...